# مات فرانكو
مات فرانكو (بالإنجليزية: Matt Franco)‏ هو لاعب كرة قاعدة أمريكي، ولد في 19 أغسطس 1969 في كاليفورنيا في الولايات المتحدة.

## وصلات خارجية
- مات فرانكو على موقع الدوري الياباني لكرة القاعدة (الإنجليزية)
- مات فرانكو على موقعبيزبول رفرنس.كوم (الدوري الرئيسي) (الإنجليزية)
- مات فرانكو على موقعبيزبول رفرنس.كوم (الدوري الثانوي) (الإنجليزية)
- مات فرانكو على موقع مشجعي الرسوم البيانية (الإنجليزية)